# Copa de Canarias
La Copa de Canarias o Copa Mahou fue un torneo de verano disputado entre la U. D. Las Palmas y el C. D. Tenerife. Inicialmente fue organizado por el Gobierno de Canarias (España), y se celebra anualmente, con la participación de los dos equipos que por historia, palmarés y tradición son los más importantes de las islas. Fue creada en 2011 como Copa de Canarias como torneo veraniego, y posteriormente ha sido patrocinada a través de la marca publicitaria Mahou.

## Historia
La Copa de Canarias se crea a propuesta de los presidentes de los dos principales clubes del Archipiélago (U. D. Las Palmas y C. D. Tenerife) durante el verano de 2011, en el que Miguel Ángel Ramírez y Miguel Concepción, respectivamente, proponen en conjunto al Gobierno de Canarias la creación de "un torneo que sirva como partido de presentación de ambos clubes ante sus respectivas aficiones".

### Copa Mahou Canarias
A pesar de que el torneo fue concebido como "Copa de Canarias", en el año 2012 es patrocinado por una multinacional cervecera, pasando a llamarse "Copa Mahou Canarias".

## Sistema de competición
Compiten en la Copa de Canarias la U. D. Las Palmas y el C. D. Tenerife. Ambos clubes, considerados los representativos de Canarias, se disputaban la Copa con un doble enfrentamiento (a ida y vuelta) en sus estadios habituales: Estadio de Gran Canaria y Heliodoro Rodríguez López; aunque en las ediciones de los años 2016 y 2017, estos han variado. A partir del año 2018, a petición de los clubes, se comienza a disputar a partido único.

## Palmarés
| Año                      | Campeón                       | Resultados         | Subcampeón                    | Sede |
| ------------------------ | ----------------------------- | ------------------ | ----------------------------- | --- |
| 2011 Copa de Canarias    | U. D. Las Palmas Gran Canaria | 3-0 0-1            | C. D. Tenerife Tenerife       | Estadio de Gran Canaria, Las Palmas de G.C. Heliodoro Rguez. López, Sta. Cruz de Tenerife                |
| 2012 Copa Mahou Canarias | U. D. Las Palmas Gran Canaria | 0-0 1-0            | C. D. Tenerife Tenerife       | Heliodoro Rguez. López, Sta. Cruz de Tenerife Estadio de Gran Canaria, Las Palmas de G.C.                |
| 2013 Copa Mahou Canarias | C. D. Tenerife Tenerife       | 2-0 0-0            | U. D. Las Palmas Gran Canaria | Heliodoro Rguez. López, Sta. Cruz de Tenerife Estadio de Gran Canaria, Las Palmas de G.C.                |
| 2014 Copa Mahou Canarias | U. D. Las Palmas Gran Canaria | 0-2 -0             | C. D. Tenerife Tenerife       | Heliodoro Rguez. López, Sta. Cruz de Tenerife Estadio de Gran Canaria, Las Palmas de G.C.                |
| 2015 Copa Mahou Canarias | C. D. Tenerife Tenerife       | 1-0 0-1            | U. D. Las Palmas Gran Canaria | Heliodoro Rguez. López, Sta. Cruz de Tenerife Estadio de Gran Canaria, Las Palmas de G.C.                |
| 2016 Copa Mahou Canarias | C. D. Tenerife Tenerife       | 0-1 0-1 (4-1 p.p.) | U. D. Las Palmas Gran Canaria | Estadio Municipal de Maspalomas, San Bartolomé de Tirajana Heliodoro Rguez. López, Sta. Cruz de Tenerife |
| 2017 Copa Mahou Canarias | U. D. Las Palmas Gran Canaria | 2-2 -0             | C. D. Tenerife Tenerife       | Estadio Antonio Domínguez Alfonso, Arona Estadio Municipal de Maspalomas, San Bartolomé de Tirajana      |
| 2018 Copa Mahou Canarias | C.D. Tenerife Tenerife        | 0-0 (5-3 p.p.)     | U. D. Las Palmas Gran Canaria | Estadio Municipal de Maspalomas, San Bartolomé de Tirajana                                               |

Nota: En negrita el marcador de ida y vuelta del campeón